# Jack Marks

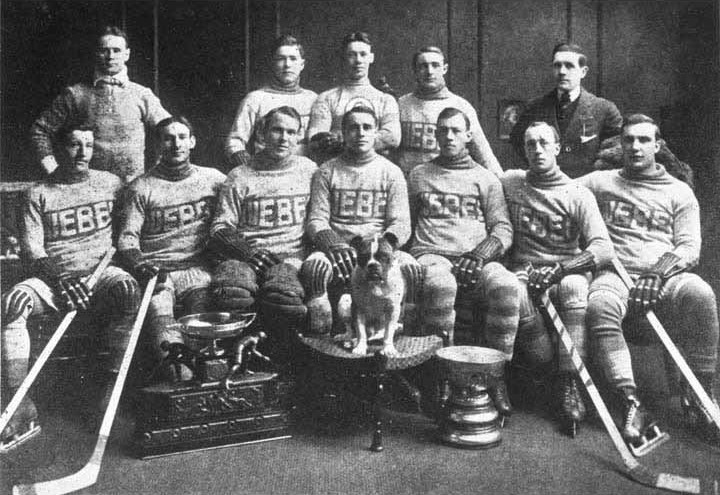
Jack Marks, tvåa från höger i främre raden, med Quebec Bulldogs och Stanley Cup 1913.

John Joseph "Jack" Marks, född 8 februari 1882 i Brantford, Ontario, död 19 augusti 1945, var en kanadensisk professionell ishockeyspelare.

## Karriär
Jack Marks spelade med Belleville Intermediates i Ontario Hockey Association åren 1901–1904. Från 1904 till 1906 representerade han Brockville Hockey Club i Federal Amateur Hockey League innan han blev professionell i International Professional Hockey League med Canadian Soo säsongen 1906–07. I december 1906 spelade Marks även med New Glasgow Cubs från New Glasgow i Nova Scotia då laget utmanade Montreal Wanderers över två matcher om Stanley Cup, men trots två mål från Marks klubba förlorade Cubs mot Wanderers med siffrorna 3-10 och 2-7.
Säsongen 1907–08 spelade Marks för Pittsburgh Lyceum i Western Pennsylvania Hockey League och Brantford Indians i Ontario Professional Hockey League. 14 mars 1908 var han även med då Toronto Professionals från OPHL utmanade Montreal Wanderers i en match om Stanley Cup. Wanderers vann dock mötet med 6-4. Säsongen 1909–10 spelade Marks för All-Montreal HC i Canadian Hockey Association samt för Brantford Redmen i OPHL.
Efter en säsong i City of Chicago Professional Hockey League med Chicago All-Americans 1910–11 tog Marks flyttlasset till Quebec och Quebec Bulldogs i National Hockey Association. Flytten till NHA och Quebec Bulldogs var en stor sportslig framgång för Marks och redan första säsongen vann han Stanley Cup med laget sedan Moncton Victorias besegrats med 9-3 och 8-0. Triumfen upprepades året därefter då Bulldogs försvarade titeln genom att besegra utmanarlaget Sydney Miners med siffrorna 14-3 och 6-2.
Marks spelade med Bulldogs fram till och med säsongen 1916–17. NHL-säsongen 1917–18 spelade han en match för Montreal Wanderers samt fem matcher för Toronto Arenas. Arenas vann samma säsong Stanley Cup efter att ha besegrat Vancouver Millionaires från PCHA i finalserien med 3-2 i matcher. Säsongen 1919–20 spelade Marks sin sista match i karriären då han snörde på sig skridskorna för Quebec Bulldogs i NHL.

## Statistik
Ma. = Matcher, M = Mål, A = Assists, P = Poäng, Utv. = Utvisningsminuter

FAHL = Federal Amateur Hockey League, WPHL = Western Pennsylvania Hockey League, CHA = Canadian Hockey Association, CCPHL = City of Chicago Professional Hockey League, Trä. = Träningsmatcher
| 1901–02            | Belleville Intermediates | OHA-Int            |     |    |    |    |     | – | – | – | – | – |
| 1903–04            | Belleville Intermediates | OHA-Int            |     |    |    |    |     | – | – | – | – | – |
| 1904–05            | Brockville Hockey Club   | FAHL               | 8   | 6  | 0  | 6  | –   | – | – | – | – | – |
| 1905–06            | Brockville Hockey Club   | FAHL               | 6   | 1  | 0  | 1  | –   | – | – | – | – | – |
| 1906–07            | New Glasgow Cubs         | Stanley Cup        | –   | –  | –  | –  | –   | 1 | 2 | 0 | 2 | – |
| 1906–07            | Canadian Soo             | IPHL               | 14  | 13 | 10 | 23 | 26  | – | – | – | – | – |
| 1907–08            | Pittsburgh Lyceum        | WPHL               |     |    |    |    |     | – | – | – | – | – |
| 1907–08            | Brantford Indians        | OPHL               | 10  | 10 | 0  | 10 | 31  | – | – | – | – | – |
| 1907–08            | Toronto Professionals    | Stanley Cup        | –   | –  | –  | –  | –   | 1 | 0 | 0 | 0 | 0 |
| 1908–09            | Brantford Professionals  | OPHL               | 9   | 6  | 0  | 6  | 19  | – | – | – | – | – |
| 1909–10            | All-Montreal HC          | CHA                | 4   | 7  | 0  | 7  | 3   | – | – | – | – | – |
| 1909–10            | Brantford Redmen         | OPHL               | 4   | 8  | 0  | 8  | 6   | – | – | – | – | – |
| 1910–11            | Chicago All-Americans    | CCPHL              |     |    |    |    |     | – | – | – | – | – |
| 1911–12            | Quebec Bulldogs          | NHA                | 10  | 4  | 0  | 4  | 10  | – | – | – | – | – |
| 1911–12            |                          | Stanley Cup        | –   | –  | –  | –  | –   | 2 | 0 | 0 | 0 | 2 |
| 1912–13            | Quebec Bulldogs          | NHA                | 19  | 18 | 0  | 18 | 39  | – | – | – | – | – |
| 1912–13            |                          | Stanley Cup        | –   | –  | –  | –  | –   | 1 | 2 | 0 | 2 | 0 |
| 1912–13            |                          | Trä.               | –   | –  | –  | –  | –   | 3 | 2 | 0 | 2 | 2 |
| 1913–14            | Quebec Bulldogs          | NHA                | 20  | 9  | 6  | 15 | 32  | – | – | – | – | – |
| 1914–15            | Quebec Bulldogs          | NHA                | 17  | 7  | 4  | 11 | 49  | – | – | – | – | – |
| 1915–16            | Quebec Bulldogs          | NHA                | 23  | 12 | 0  | 12 | 40  | – | – | – | – | – |
| 1916–17            | Quebec Bulldogs          | NHA                | 16  | 0  | 0  | 0  | 6   | – | – | – | – | – |
| 1917–18            | Montreal Wanderers       | NHL                | 1   | 0  | 0  | 0  | 0   | – | – | – | – | – |
| 1917–18            | Toronto Arenas           | NHL                | 5   | 0  | 0  | 0  | 0   | – | – | – | – | – |
| 1919–20            | Quebec Bulldogs          | NHL                | 1   | 0  | 0  | 0  | 4   | – | – | – | – | – |
| NHA totalt         | NHA totalt               | NHA totalt         | 105 | 50 | 10 | 60 | 176 | – | – | – | – | – |
| NHL totalt         | NHL totalt               | NHL totalt         | 7   | 0  | 0  | 0  | 4   | – | – | – | – | – |
| Stanley Cup totalt | Stanley Cup totalt       | Stanley Cup totalt | –   | –  | –  | –  | –   | 5 | 4 | 0 | 4 | 2 |